# Obestämd livslängd
Obestämd livslängd (även känd som obegränsad livsförlängning) är en term som används inom livsförlängningsrörelsen och transhumanismen, vilket hänvisar till den hypotetiska livslängden för människor (och andra livsformer) under förhållanden där åldrande effektivt och fullständigt förhindrats och behandlats. Deras livslängd skulle vara "obestämd", det vill säga, de skulle inte vara "odödliga", eftersom skyddet mot effekterna av åldrande på hälsa inte garanterar överlevnad. Sådana personer skulle fortfarande vara känsliga för oavsiktlig eller avsiktlig död av sjukdom, svält, fysiskt trauma, och så vidare, men inte död från åldrandet i sig. Semantiskt är "obestämd livslängd" mer korrekt än "odödlighet", som särskilt i religiösa sammanhang, innebär en oförmåga att dö.